# Thomas Kuhn
Thomas Samuel Kuhn (ur. 18 lipca 1922 w Cincinnati, zm. 17 czerwca 1996 w Cambridge) – amerykański fizyk, historyk i filozof nauki, twórca pojęcia paradygmatu naukowego.

## Kariera zawodowa
Studiował fizykę na Uniwersytecie Harvarda, uzyskał stopień doktora w jej zakresie w 1949 roku. Na prośbę rektora uczelni, w latach 1948–1956 jako adiunkt (assistant professor) prowadził kurs z historii nauki, trwale przenosząc swoje zainteresowania na tę dyscyplinę.
W 1956 Kuhn podjął pracę na Uniwersytecie Kalifornijskim w Berkeley, na którym otrzymał tytuł profesora zwyczajnego historii nauki. W 1964 otrzymał imienny tytuł profesora M. Taylora Pyne′a w dziedzinie filozofia i historii nauki na Uniwersytecie Princeton. 
Obowiązki profesora filozofii i historii nauki pełnił również w Massachusetts Institute of Technology, od powrotu w 1979 do Bostonu. W 1983 otrzymał w MIT imienny tytuł profesora L.S. Rockefellera w dziedzinie filozofii. 
W 1954 otrzymał stypendium Guggenheima, w roku 1982 został nagrodzony medalem Historii Nauki, posiadał liczne doktoraty honoris causa, m.in. Uniwersytetu Columbia, Uniwersytetu Notre Dame w South Bend, uniwersytetu w Padwie i Atenach.

## Koncepcje i publikacje
Spośród pięciu książek i licznych opublikowanych artykułów najbardziej znaną pracą Kuhna jest The Structure of Scientific Revolutions. Napisał ją jako absolwent fizyki teoretycznej na Harvardzie. Praca ta była początkowo opublikowana jako monografia w Międzynarodowej Encyklopedii Jedności Nauki (International Encyclopedia of Unified Science) 1962, a następnie w 1963 wydawnictwo University of Chicago Press wydało ją w postaci książkowej.
Tytuł ten ukazał się w 16 językach i jest obowiązkowym materiałem na kierunkach studiów takich jak filozofia i historia nauki, a także pedagogika, historia, psychologia. Struktura wywołała wiele kontrowersji, a idee Kuhna były kwestionowane, m.in. przez Stevena Weinberga.
Publikacja Droga po Strukturze dopełnia dzieło Kuhna o problematykę, którą włączył do sfery swoich zainteresowań pod koniec życia. Kuhn skupia się w niej na społecznej naturze badań naukowych, analizuje związek między postępem naukowym a ewolucją oraz rozwija koncepcję niewspółmierności rozumianej jako stosunek zachodzący między strukturami językowymi. Ten ostatni temat staje się wiodącym motywem Drogi po Strukturze. Książkę dopełnia obszerny wywiad przeprowadzony z Kuhnem w 1993 roku.

## Tłumaczenia prac na język polski
- Przewrót kopernikański. Astronomia planetarna w dziejach myśli Zachodu, tł. i posłowie Stefan Amsterdamski, przedm. James B. Conant, wyd. I: Warszawa 1966, PWN, ss. 435 (tytuł: Przewrót kopernikański. Astronomia planetarna w dziejach myśli); wyd. II: Warszawa 2006, Wydawnictwo Prószyński i Spółka, ss. 342, seria Pejzaże Myśli: idee, stanowiska, ludzie, ISBN 83-7180-775-9 (Copernican revolution. Planetary astronomy in the development of Western thought 1957)
- Struktura rewolucji naukowych, tł. Helena Ostromęcka, wyd. I: Warszawa 1968, PWN, ss. 206; wyd II: 2001, Wydawnictwo Fundacji Aletheia, ss. 368, ISBN 83-87045-75-6 (The Structure of Scientific Revolutions 1962)
- Dwa bieguny. Tradycja i nowatorstwo w badaniach naukowych, tł. i posłowiem opatrzył Stefan Amsterdamski, Warszawa 1985, PIW, ss. 516, seria Biblioteka Myśli Współczesnej, ISBN 83-06-01097-3, (The Essential Tension. Selected Studies in Scientific Tradition and Change 1977)
- Droga po Strukturze. Eseje filozoficzne z lat 1970-1993 i wywiad-rzeka z autorem słynnej "Struktury rewolucji naukowych", podali do druku James Conant i John Haugeland, tł. Stefan Amsterdamski, Warszawa 2003, Wydawnictwo Sic!, ss. 306, ISBN 83-88807-39-0, (The Road Since Structure. Philosophical Essays, 1970-1993)